# Karl XII:s fickur

Karl XII:s kompletta fickur - ur, boett, chatelaine och urnyckel. Livrustkammaren.

Karl XII:s fickur var en gåva till Karl XII efter slaget vid Narva den 20 november 1700 från farmodern Hedvig Eleonora.

## Historiek
Ur var statussymboler och bars som smycken på klädedräkten, gärna i kombination med en kedja (chatelaine) med urnyckel. Uret är av högsta kvalitet, tillverkat i London 1701, centrum för den europeiska fickurstillverkningen. Uret är signerat av den franske urmakaren J. Bellete.
Karl XII:s ur är ett titthålsur med tim- respektive minuttavla. Urverket är ett spindelur. På den översta runda plattan syns ett genombrutet spegelmonogram under kunglig krona med den latinska dedikationen "Carolvs duodecimus vivat floreat trivmphat"/"Karl XII må han leva, blomstra, triumfera". 
Ytterboetten i guld av en anonym smed är dekorerad med emaljarbeten. Det svenska riksvapnet och ätten Pfalz vapen i mitten. Runt om de 49 landskap och provinser som då hörde till den svenska stormakten: svenska och finska landskap, samt besittningar i Baltikum, Polen och Tyskland:
Enligt häftet "Karl XII:s fickur eller en klockas öden och äventyr" av Nils Drejholt anger följande: Överst i den yttre ringen finns vapen för Sverige (49), Venden (48), Götarike (25), Stora Finland (26), dvs motsvarande titlarna Sveriges, Götes och Vendes konung, storfurste av Finland. Därefter följer motsols (åt dexter): Uppland, Västergötland, Småland, Östergötland, Skåne, Södermanland, Västmanland, Dalarna, Hälsingland, Närke, Värmland. Medsols (åt sinister) följer efter Finland: Norrfinland, (Satakunda), Söderfinland, (Egentliga Finland), Estland, Livland, Karelen, Bremen, Verden, Stettin, Pommern, Kassubien. I den inre ringen följer på samma sätt åt dexter: Bohus, Daal, Halland, Blekinge, Gotland, Öland, Ångermanland, Västerbotten, Gästrikland, Jämtland. Åt sinister: Venden, Rügen, Ingermanland, Narva, Tavastland, Kexholm, Nyland, Österbotten, Åland, Ösel, Medelpad, Lappland, Wismar, Savolax.
Under cirka 30 år saknades uret efter en stöld. Tillhörande kedja och nyckel saknas fortfarande, men uret dök upp på den internationella marknaden och kunde köpas tillbaka till Livrustkammarens samlingar år 1999 med hjälp av generösa externa bidrag.